# 陕北战役
陕北战役，指第二次国共内战时期，國民革命軍的剿共戰略從全面進攻轉為重點進攻後，胡宗南於1947年3月率国军整编第1军、第29军所属6个整编师15个旅，在马家军一部协助下对中共中央所在地延安实施的一次重點進攻战役。

## 背景
国民革命军向共产党控制的解放区发动的全面进攻遭到挫折之后，不得不改变作战策略，放弃了全面进攻，将其大部机动兵力集中于中共解放区的东西两翼，对陕北和山东实施重点进攻。国军对陕北的重点进攻，首要目标是夺取延安。蒋介石认为：夺取了延安，就等于摧毁了共产党和解放军的神经中枢，借此改变国军在全国战场上的被动态势。
1946年7月上旬在国共内战全面爆发背景下，胡宗南派主力部队整编第一军渡河到山西打通同蒲路南段。9月下旬，胡宗南起家部队整编第一旅被陈赓部歼灭，旅长黄正诚被俘。10月中旬，胡宗南借口共军有进攻榆林意图，向蒋介石提出突袭延安、占领陕北的作战计划，并要求从山西调回整编第一军，会同围困陕甘的部队，于1946年11月初行动。蒋复电暂缓，命胡继续打通同蒲路，攻取长治，与阎锡山的晋军夹击刘伯承率领的晋冀鲁豫共军。
在胡宗南等国军将领筹划突袭延安期间，胡宗南手下备受其信任的熊向晖已将关键信息提早泄露给中共。

## 过程
国军第一战区司令长官胡宗南受领了进攻延安的任务后，即开始紧急抽调兵力。自1947年2月下旬起，从晋南、豫西、陕西等地陆续抽调了12个旅，连同原驻陕甘宁的部队，共计达20个旅，除其中5个旅担任守备外，其余15个旅，14万余人，集结于宜君、宜川、洛川地区；张治中、马步芳、马鸿逵集团除以2个旅守备外，以10个旅，5．4万余人集结于宁夏之银川、甘肃之同心城、镇原地区；邓宝珊集团2个旅，1．2万余人集结于榆林。国军具体战役计划是：
- 以整编第1军率第1师、第27师、第90师共7个旅组成右兵团，沿金(盆湾)延(安)大道及其两侧地区向延安突击；
- 以整编第29军率第17师、第36师、第76师及第15师之135旅、第38军之55旅共8个旅组成左兵团，沿咸(阳)榆(林)公路及其两侧地区向延安突袭。
- 以青、宁二马集团以整编第18师3个旅组成宁夏兵团向三边分区突袭；
- 以整编第81师两个旅组成海(源)固(原)兵团向解放区陇东分区环县地区突袭；
- 以整编第82师等5个旅组成陇东兵团向陇东分区庆阳、合水地区突袭。各该兵团并防解放军向宁夏、甘肃地区突围。

### 攻占延安
1947年3月10日，美、苏、英、法四国外长召开莫斯科会议。3月初蒋介石获得确实情报：马歇尔和莫洛托夫在会上将重提中国问题。蒋介石非常担心在会上苏联会提出有利于中共的提案，美苏达成协议在中国恢复和平。蒋介石为了争取美国支持，密令胡宗南在3月10日那天发起进攻，以迅雷不及掩耳之势，迅速占领延安，摧毁共产党中央机构。3月1日胡宗南和参谋长盛文到南京研讨战役方案，3月3日上午乘专机回到西安。3月7日，蒋密电胡，因美军驻延安观察团尚未撤离，进攻日期推迟3天，但仍命胡在莫斯科会议期间迅速夺取延安，歼灭陕北共军主力。3月8日胡宗南去洛川。3月10日晚10时，胡宗南在洛川小学的礼堂召集整编第一军、整编第二十九军的军、师、旅长开会，指授蒋介石核准的攻略延安方案，下达作战令，命各军、师、旅并转命所属团、营、连于3月12日晚6时前就攻击准备位置，13日拂晓攻击前进。3月12日美军驻延安观察团撤离，3月13日蒋介石下达了次日进攻的命令。3月14日胡宗南部开始突袭延安。
从南京专程到洛川的国防部保密局研究室主任、电讯侦察专家魏大铭带来了美国最新侦测无线电台方向位置的设备及操作人员。通过连日侦测，发现山西兴县无线电台最多，由此判定中共首脑多在兴县（实为中央后委驻地）。
由于中共整个陕甘宁野战军主力只有6个旅，2万多兵力。面对国军对延安的强大攻势，毛泽东果断下令，放弃延安，避开国军锋芒，以第二野战军一部及其延安分区独立团及民兵游击队约5000人阻击国军，掩护中共中央转移。3月18日，毛泽东率中共中央及指挥机关中共中央撤离延安，转战陕北各地，继续指挥全国各战场的解放军作战。同日西北野战军在付出伤亡600人的代价后于3月19日午前主动撤出了延安。19日午后，国军先头部队始进入延安，国军伤亡约5000人，共产党称这次战斗为延安保卫战。

### 青化砭战役
蒋介石和胡宗南只设想了共军以延安为核心进行决战或“向晋西或绥南逃窜”两种情况，对于共军内线机动作战的可能性未予考虑。在攻占延安后的作战指导思想，未设想与陕北共军进一步决战。中共方面，此前虽然已经决定西野主力就地和胡宗南部周旋，钳制胡军不使东调过黄河；但从双方实力对比的巨大差距出发，对陕北局势的设想是“主要靠陈（赓）谢（富治）从外线解围”。
3月22日晨彭德怀致电毛泽东和中央，通报了胡部动向，决心“以伏击或乘敌立足围歼三十一旅”。3月23日毛泽东复电同意彭德怀的部署。3月23日彭德怀下达命令，集中第二纵队（359旅、独4旅）、第1纵队的第358旅、教导旅、新编第4旅共5个旅，以6倍兵力围歼第31旅。外调动延安的胡部主力往安塞方向去，3月24日第一纵队独立第一旅第2团第2营伪装成西野主力沿延安-安塞公路北撤，沿途不断丢弃鞋袜和臂章符号，挖了很多野炊灶坑，伪装成大部队经过的样子。3月24日拂晓，整编第一军向安塞方向搜索前进，整编第90师在公路右侧、整编第1师在公路左侧推进。当晚17时抵达安塞。3月24日，西安绥靖公署延安前进指挥所主任裴昌会派出整编第27师的整编第31旅（欠第91团）单独从延安东进，屏蔽前往安塞的主力的侧翼。此时西野主力5个旅已经埋伏在青化砭预设战场。整编第31旅在拐卯补充粮食，当晚宿营于苏家河。
3月24日晚，彭德怀致电毛泽东及中央军委：敌三十一旅九十二团24日午前到达拐峁，停止未进，可能待补粮食，我们明日仍按原计划部署待伏三十一旅。当晚20时，彭德怀致电各纵队、旅，要求按24日部署坚决执行伏击，必须耐心认真布置，勿因敌一二次不来而松懈战斗准备。
3月25日，胡宗南留整编31旅91团守安塞，整编第一军主力原路返回延安。3月25日晨，整编第31旅由拐峁出发，先头便衣侦察20余人沿公路西侧登林坪西山梁搜索前进；另外派出1个连沿公路东侧山地搜索前进，主力则沿公路北进。当整编第31旅搜索队前进到一纵358旅716团林坪阵地前，发现了因716团干部侦察地形和部队运动时留下的杂乱足迹，国军搜索人员在该处停留判断了很长时间，未发现其他痕迹，故最终还是继续前进。3月25日10时整编第31旅先头部队进至青化砭，右卫进到石棉沟，已全部进入西野伏击圈。西野伏击主力突然发起进攻。战斗仅持续了1小时又47分就全部结束。负责断敌退路的西野部队甚至来不及投入战斗。
3月25日当天，延安前进指挥所主任裴昌会命令驻拐卯的整编第135旅第404团轻装驰援青化砭。该团的各连队抽调了三分之一人员到延安背运粮食。团长陈简派人带领第一、第二营部分兵力小心翼翼向青化砭搜索，此时共军主力早已撤退无踪，只剩下躺在路边的31旅的重伤员。
3月25日战后，彭德怀、习仲勋致电军委和毛泽东：“今日歼灭之敌为三十一旅直属队与九十二团全部，旅长李纪云以下无一漏网。战斗时间短，子弹消耗少，缴获多”。战后统计歼灭该敌2993人，其中毙伤敌400，俘2593人，缴获步机枪子弹6万余发，西野伤亡265人，伤亡比为11.29比1。国军战史记载：“整三十一旅经一个多小时激战，即全军覆灭，旅长李纪云、团长谢养民均被匪所执，其能突围而出官兵，尚不足二百人，殊为陕北扫荡一次严重之失利”。
青化砭战后，共方坚持陕北的信心大增。彭德怀甚至乐观地提出“力争停止敌人于蟠龙、永坪、延川线以南”，并要求“陈谢纵队应开始向同蒲路南段进攻”做战略上的配合。毛泽东则认为“现在不怕胡军北进，只怕他不北进，故陈谢迟几天行动未为不利”。战后第二天，3月26日毛泽东就下定决心率精干的中央机关留在陕北坚持敌后转战。
2008年，青化砭战役遗址被陕西省人民政府公布为第五批陕西省文物保护单位。青化砭战役遗址位于延安市宝塔区青化砭镇境内。从青化砭以北200米的老爷庙山，至青化砭以南惠家砭山之间的川道，蟠龙河及205省道平行穿过。南北7500米，东西2000米。建有“青化砭战役烈士纪念碑”。

### 羊马河战役
1947年4月3日，国军在搜寻一月后，未能捕获解放军主力，兵疲粮罄，遂改以整编第76师守备延川、清涧，整编第15师第135旅守备瓦窑堡，主力于5日南返蟠龙、青化砭休整补充。6日，整编第29军第12旅途经永坪时遭西北野战部队的攻击，损失600余人。后发现西北野战部队主力位于蟠龙西北地区，即以8个旅的兵力，于12日由蟠龙、青化砭地区向西北方向进攻，并以整编第76师第72团接第135旅防务，第135旅沿瓦窑堡至青化砭大路南下策应，企图围歼西北野战部队于蟠龙、青化砭西北地区。西北野战部队在彭德怀和习仲勋的指挥下，以第1纵队（2个旅）伪装主力，牵制国军主力，诱其向蟠龙西北地区进攻；集中第2纵队（2个旅）和教导旅、新编第四旅共4个旅的兵力在子长县城西南羊马河地区设伏，求歼孤军南下的第135旅。13日，整编第1、第29军主力被独一旅阻于蟠龙西北李家岔、云山寺一线。14日晨，第135旅沿子长至蟠龙公路的两侧高地南下，10时进至羊马河西北高地时，西北野战4个旅的部队突然对其发起攻击，迅速分割包围，首先于东山歼灭其1个团，继而围歼位于西山的旅部及另1个团。激战至16时，将第135旅4700余人全部消灭，少将副旅长代旅长麦宗禹（1个月前该旅旅长祝夏年因腿部骨折在西安住院）、404上校团长成辉煌、405上校团长陈简被俘，解放军伤亡429人。麦宗禹在回忆录《整编第一三五旅羊马河被歼记》中写：

西山最后的阵地也被攻占，我被迫退入沟内。没想到这里正集合着大部解放军。在沟内我遇到一个战士，我随这战士到他的部队，就这样被俘了。在路边没停多久，就见到王震司令员、王恩茂副政委，互通姓名，一如朋友相见。随即他们率部队向东行进，我也跟着同行。傍晚，到达一个小村庄的一间民房内，和他们一起吃晚饭，当晚我被安排在一个土炕上与王司令员、王政委睡在一起，刚刚打完仗的王司令员很快就发出了鼾声。而我却彻夜难以入睡。当时我在想：在前数小时，双方以步、炮兵战斗厮杀，而却如同兄弟一样睡在一条炕上。。。这戏剧性的故事，可能有人不相信，但这是事实，在我的一生中是永远不会忘怀的。

### 蟠龙战役
1947年4月羊马河战役后，西北野战部队秘密转移至瓦窑堡附近休整。国军统帅部判断中共中央机关及人民解放军西北野战部队主力在绥德地区并正在东渡黄河，遂令第一战区部队急速北上，并令驻守榆林的第二十二军等部南下，企图南北夹击，将其消灭。国军第一战区司令长官胡宗南以整编第1、第29军共9个旅的兵力，于4月26日由蟠龙、永坪地区分两路向绥德地区急进，仅留整编第1师第167旅（欠第500团）及陕西保安第3总队等部守备其补给基地蟠龙。实际守备兵力为：旅直属：工兵连、输送兵连、通讯兵连、特务连、卫生排，和步兵第499团（团长萧伯廉）、山炮营（12门炮），押送给养来蟠龙的宝鸡的陕西保安第3总队约千余人。守备重点为东山高地。宝鸡民兵总队不得撤入镇内。
彭德怀和习仲勋趁胡宗南集团主力北上绥德，回援不及之机，率部集中绝对优势兵力，突袭国军补给基地蟠龙。西北野战军以伤亡1500人的代价，歼灭国军6700余人，俘虏旅长李昆岗，缴获面粉1.2万余袋、服装4万余套及大批武器、弹药，极大的补充了解放军实力。

## 结果
此役西北野战军使用蘑菇战术，40天内，连打三个歼灭战。导致国军损伤惨重，在陕北战场疲于奔命。國軍雖然攻佔了延安，但是消滅中共指挥中枢的戰略完全失敗。而毛泽东趁国军在山东、陕西重点进攻，中部防御空隙薄弱，下令刘伯承、邓小平晋冀鲁豫野战军12万人突破黄河防线，千里挺进大别山，揭开了人民解放军战略进攻的序幕，国军在陕北战场每况愈下，对陕甘宁解放区的重点进攻最终以失败告终。